# ハムスターとグレーテル
『ハムスターとグレーテル』（原題：Hamster & Gretel）は、アメリカ合衆国のテレビアニメ。フィニアスとファーブやマイロ・マーフィーの法則の生みの親として知られるダン・ポベンマイヤーによるオリジナルアニメーション作品。アメリカでは2022年8月12日から2025年4月13日までディズニー・チャンネルで放送されている。日本でもディズニー・チャンネルで2023年3月21日に先行放送を実施、同年3月25日よりレギュラー放送されている。2024年8月21日からはDisney+でも配信している。

## 概要
宇宙人から最強パワーを授かり、スーパーヒーローとなったグレーテルとペットのハムスター。グレーテルの兄である16歳の少年ケビンは、彼ら史上最強コンビのサポート役。時に自身の平凡さや地味な役割にコンプレックスを抱きながらも、ケビンは日々幼い妹のためにヒーロー活動を支える。

## キャラクター
括弧内は日本語吹き替え版

### メインキャラクター
グレーテル・グラント・ゴメス（Gretel Grant-Gomez）
声 - メリッサ・ポベンマイヤー（ファイルーズあい）
主人公。ある日、宇宙人からスーパーパワーを授けられた女の子。ADHDの特性を持っている。善良な心の持ち主ではあるが、力づくで問題を解決しようとする所がある。
ケビン・グラント・ゴメス（Kevin Grant-Gomez）
声 - マイケル・ティミノ（上村祐翔）
16歳。グレーテルの兄。コミックやゲームが好きな平凡な少年。宇宙人に無視されスーパーパワーを貰えなかったため、ハムスターとグレーテルの後方支援に徹する。
ハムスター（Hamster）
声 - ベック・ベネット（田所陽向）
グレーテルのペット。グレーテルと共にスーパーパワー（超能力と会話能力）を手に入れた。見た目に反して言動はストイック。キャベツが好き。ジャズのライブや絵画の制作などもしている。フィニアスとファーブにおけるペリー的な存在。
ウィニフレッド・グラント（Winifred "Fred" Grant）
声 - ジョーイ・キング（東内マリ子）
グレーテルとケビンのいとこ。クールでドライな性格。人付き合いはあまり良くないがアニメ好きの一面があり、ケビンと気が合っている。ハムスターとグレーテルの正体を知っており、しょっちゅう彼らに協力している。かつては州大会まで行ったほどの体操選手だった。映画館でバイトをしている。プロレス好き。ダックボーイズのギタリストと友達。
デイブ・グラント・ゴメス（Dave Grant-Gomez）
声 - マット・ジョーンズ
グレーテルとケビンの父。アパートの管理人。
キャロリーナ・グラント・ゴメス（Carolina Grant-Gomez）
声 - キャロリーナ・ラヴァッサ（所河ひとみ）
グレーテルとケビンの母。看護師。ベネズエラ出身で英語版ではスペイン語訛りがあるため日本語吹き替え版では独特のイントネーションでしゃべっている。

### サブキャラクター
チュロ（Churro）
声 - ディー・ブラッドリー・ベイカー
ゴメス家で飼っている犬。まぬけさからSNSで有名になる。
ベイリー・カーター（Bailey Carter）
グレーテルの親友。ハムスターとグレーテルの熱烈なファンで、ファンクラブの会長をしている。
ローマン・カーター（Roman Carter）
第1話Bパート、第6話Bパート、第11話Bパートに登場。ベイリーの父。ゲームクリエイターで｢オーシャン･モンスターたちの奇跡｣の開発者。
ベロニカ・ヒル（Veronica Hill）
声 - ライザ・コシ
多くのエピソードに登場する。事件現場を取材するアクションニュースのレポーター。
ヒロミ・タナカ（Hiromi Tanaka）
声 - ヒロミ・デイムス（宮本佳那子)
多くのエピソードに登場する。コミックショップで働く少女。学校新聞の記者でもある。ケビンの片思いの相手。
メリッサ・ゴメス（Melissa Gomez）
声 - （新井笙子)
第2話Aパート、第16話Aパートに登場。キャロリーナの妹。以前は弁護士だったが、現在はプロレスラーでザ･リティゲーターと名乗っている。
ダック・ボーイズ（Duck Boyz）
第1話Aパートに登場。人気のバンドで、コンサートが行われる際には市長が全市民にコンサートを生中継で見るように命じている。
クライドとアンドリュー（Clyde and Andrew）
第2話Bパート、第11話Aパート、第14話Aパートに登場。街中でチェスをしている老人の2人組。アンドリューの気をそらすために、クライドはダンサーやオペラ歌手を雇う。
ファンダーバーク校長
ケビンが通う高校の校長。
給食のおばさん（Inga）
ケビンが通う高校で働いている。
フィル･ポラード
第1話Aパートに登場。子猫が井戸に落ちた現場の責任者。
ナヤ（Naya）
第4話Aパートに登場。ケビンが通う高校のチアリーダーの一人。
ダレン・ダーク
第6話Aパートに登場。ディスコ・ダンス動画を配信している。
カール・ジュニア
第7話Bパートに登場。マジシャンでグレーテルの誕生日パーティーでマジックを披露する。
ストンプス（Stomps）
第9話Aパートに登場。算数ができるウサギ。Xターミネーターに誘拐される。
ヘンテコ･ウォーリー（Wacko Wally）
第10話Aパートに登場。エリア50とエリア51の間にある場所であるエリア50ハイフン1に土地を所有しており、お土産屋さんを運営している。
マイクとバル
第11話Aパートに登場。オールド・アパルーサ・キャンプ場の指導員。
グロブラ
第11話Bパートに登場。ティナの親友。ボルギルバニアの宇宙開発計画に採用され、宇宙ステーションに送られる。
カンベツ･デイビス
第12話Aパートの会話内で登場。
スノーボール刑事
第12話Bパートに登場。テレビドラマ内のキャラクター。
ウィンキー
第12話Bパートに登場。ウィンキーズ･ドーナツのオーナー。
ノードル（Nordle）
声 - （新井笙子)
グレーテルのクラスメイトで、プロフェッサー・ビックリマークの息子。
ヨーゲンセン
第13話Aパートに登場。グレーテルの同級生でスイスから来た。
ミランダ（Miranda）
第13話Bパートに登場。イーストサイド小学校の生徒。
フランク（Frank）
第13話Bパートに登場。演劇用の衣装を扱う格安ディスカウント衣装店を運営している。
ジェリー（Jerry）
第13話Bパートに登場。クリスティーン･デプーレが夫と呼ぶ等身大パネル。
ビリー（Billy）
第14話Aパートに登場。記憶喪失のハムスターを助ける。
リフ
第14話Aパートに登場。リフ･ヴァン･ウィンクルを運営し、ピアノを演奏する。
オウバジーン（Aubergine）
第14話Aパートに登場。画廊を運営している。ハムスターが描く絵をムッシュ・ハムスターの絵として取り扱う。
デレク
第15話Bパートに登場。映画館のスタッフ。
スコベルオフ･ソーサラー
第16話Aパートに登場。プロレスラー。
オースティンとスティーヴ
第16話Aパートに登場。プロレスの実況者。
ジェフ・ストロベリー（Jeff Strawberry）
第16話Bパートに登場。スタントマンで、ストロベリー・フェスティバルという移動型遊園地を運営している。
カール
第16話Bパートに登場。ストロベリー・フェスティバルの地獄の風船的当てゲームのスタッフ。
ドゥーフェンシュマーツ博士
第16話Bパートに登場。フィニアスとファーブのキャラクターで、バルーニーとカメオ出演している。
メイバンク夫人（Mrs. Maybank）
第11話Aパート、第16話Bパートに登場。
エイリアン
UFOに乗る男女の2人組で、スーパーパワーを与えている。ハムスターとグレーテルには、与えたスーパーパワーをよいことのために使うように言う。一方、フィスト・パンチャーやデストラクトレスなどのスーパーヴィランには、与えたスーパーパワーを悪いことに使うように言う。

### ヴィラン
プロフェッサービックリマーク（Professor Exclamation）
声 - フィル・ラマール  (多田野曜平)
第1話Aパート、第13話Aパート、第14話Bパートに登場。本作のディズニー・ヴィランズ。工場で起こった事故により肘をなくし、腕を曲げられなくなったことから全ての人間を屈服させることを決める。
ローレン／デストラクトレス（Lauren/The Destructress）
声 - アリソン・ストーナー  (河原木志穂)
第3話Aパート、第6話Aパート、第10話Bパートに登場。SNSで悪事を自慢するのが趣味のスーパーヴィラン。ハムスターとグレーテル同様に宇宙人からスーパーパワーを与えられたが、彼らとは逆に悪のために力を使うように言われている。
ライル／フィスト･パンチャー（Lyle/FistPuncher）
声 - ブロック・パウエル  (杉山紀彰)
第3話Aパート、第6話Aパート、第10話Bパートに登場。双子であるローレンと同時にスーパーパワーを得たスーパーヴィラン。ローレンとコンビを組み、度々悪事を働く。フィニアスとファーブのビューフォードに似ている。
エル･ルチャドール（El Luchador）
声 - カルロス・アラズラキ
第2話Aパート、第16話Aパートに登場。覆面レスラーをモチーフにしている。
ロドニー･サンダーパンツ（Rodney Thunderpants）
第2話Bパートに登場。カウボーイの衣装を着ており，雷を自在に操る力を持つ。
ヴァン･ダイク（Van Dyke）
第3話Bパートに登場。意識を持つひげで、人に取りつくことができる。元はひげを生やしたかった科学者だった。
ハガティ（Coach Haggerty）
第4話Aパートに登場。チアリーダーのコーチで、人々を洗脳する笛を持つ。
ラ･セボリャ（La Cebolla）
第4話Bパートに登場。玉ねぎと話すスーパーパワーを持つ。元はメロドラマ「フレサス・デ・アモール」に出演していた女優。
コピーキャット（CopyCat）
声 - エリック・バウザ
第5話Aパートに登場。コミックのヴィランであるマンキャットをまねている。
ネイ・スレイヤー（Neighslayer）
第5話Bパートに登場。元はネッド･スレーターと呼ばれる陸上競技の選手であった。
ドクター･イールグッド（Dr. Eelgood）
第6話Bパートに登場。ミュータント･ウナギを復讐に利用しようとする。
キャシー
第7話Aパートに登場。子犬コンで犬を盗む。武道の達人でもある。
バウンシーキャッスル
第7話Bパートに登場。
Xターミネーター（The X-terminator）
第9話Aパートに登場。科学の研究所で働いていたが、不慮の出来事によりネズミ捕りロボットと融合してしまう。
アンプリファイア（The Amplifier）
第9話Bパートに登場。｢大は小を兼ねる｣を座右の銘としており、巨大化光線を放つ銃を持つ。
スロッピー・ジョー モンスター
第11話Aパートに登場。
ティナ（Tina）
第11話Bパートに登場。ボルギルバニアから来たスパイ。国のビデオゲーム産業の発展のために、ゲームクリエイターであるベイリーの父親とベイリーを誘拐する。
ジャービル
第11話Bパートに登場。ティナのペット型サイボーグ。
セルゲイ
第11話Bパートに登場。ティナの仲間。
イヤーワーム（The Earworm）
第12話Bパートに登場。番組のスタイリストをしているときにハムスターとグレーテルのDNAを採取し、CMのソングライターとしてキャリアを築く中でCMソングに睡眠効果のある音を加え、CMソングを聞いたハムスターとグレーテルを言いなりにする。
クリスティーン･デプーレ（Christine DuPoulet）
声 - クリー・サマー
第13話Bパートに登場。着ぐるみでチャボに扮し演劇を妨害する。
インポスター／レコード･スクラッチ（The Imposter／Record Scratch）
第14話Aパートに登場。レコード・スクラッチに扮しハムスターを記憶喪失にさせ、ビリーに扮し記憶喪失のハムスターと信頼関係を築き、ハムスターを利用し実験中の空飛ぶ戦車のプロトタイプを盗み出す。
アーニー
第15話Aパートに登場。「離婚ケーキ」と称するケーキを街中に飛ばす。
ベル（Belle）
第15話Aパートに登場。SNSのインフルエンサー。ハムスターとグレーテルの悪行をでっち上げ、フォロワーを増やそうとする。
アートハウス（Arthouse）
第15話Bパートに登場。観客を拘束し、作った短編映画を無理やり上映する。

## エピソード

### シーズン1（2022年 - 2023年）
| エピソード№ （日本放送版№） | サブタイトル                         | 原題                                            | 放送日         | 放送日         |
| --------------------------- | ------------------------------------ | ----------------------------------------------- | -------------- | -------------- |
| 1                           | ヒーローコンビの誕生                 | Empower Failure                                 | 2022年 8月12日 | 2023年 3月21日 |
| 1                           | オーキーはみんなの木                 | Oakey Dokey                                     | 2022年 8月12日 | 2023年 3月21日 |
| 2                           | トラブルのレシピ                     | Recipe for Disaster                             | 8月13日        | 2023年 3月21日 |
| 2                           | 算数(さんすう)パンチ                 | Math Punch                                      | 8月13日        | 2023年 3月21日 |
| 3                           | きょうだいはライバル?!               | Superhero Sibling Rivalry                       | 8月17日        | 4月2日         |
| 3                           | グレーテルの胸騒ぎ                   | Close Shave                                     | 8月17日        | 4月2日         |
| 4                           | チアチア・バンバン                   | Cheer Cheer Bang Bang                           | 8月17日        | 4月9日         |
| 4                           | ラ・セボリャのバラッド               | La Ballad of La Cebolla                         | 8月17日        | 4月9日         |
| 5                           | ありのままの自分で                   | Comic Shop CopyCat                              | 8月17日        | 4月16日        |
| 5                           | ヒヒーン、馬人間あらわる!            | Neigh, It Ain't So!                             | 8月17日        | 4月16日        |
| 6                           | スクール・ナイト・フィーバー         | Saturday Homecoming Fever                       | 9月10日        | 4月23日        |
| 6                           | パパはスーパーヒーロー               | Dr. Eelgood                                     | 9月10日        | 4月23日        |
| 7                           | お利口さんの真逆                     | The Opposite of Smart                           | 9月17日        | 4月30日        |
| 7                           | ベイリーの誕生日パーティー           | Birthday Besties                                | 9月17日        | 4月30日        |
| 8（9）                      | 退屈な一日                           | I'm Bored                                       | 9月24日        | 5月20日        |
| 8（9）                      | カワイイと野獣                       | Cutie and the Beast                             | 9月24日        | 5月20日        |
| 9（8）                      | ナイトマリオネット                   | The Nightmarionette                             | 10月1日        | 10月1日        |
| 9（8）                      | アブエリータがやってきた!            | Abuelita's World                                | 10月1日        | 10月1日        |
| 10 (９)                     | UFOパニック!                         | U.F. UH-OH!                                     | 10月8日        | 5月20日        |
| 11 (10)                     | 外出禁止になっちゃった!              | Grounded                                        | 11月12日       | 5月20日        |
| 11 (10)                     | 独りぼっちの転校生                   | Sleepover With the Enemy                        | 11月12日       | 5月20日        |
| 12 (11)                     | 金曜の夜の戦い                       | Friday Night Fright                             | 11月19日       | 5月20日        |
| 12 (11)                     | イヤーワーム                         | The Earworm                                     | 11月19日       | 5月20日        |
| 13 (12)                     | マンモスに対処せよ!                  | A Mammoth Problem                               | 11月26日       | 6月4日         |
| 13 (12)                     | チャボの呪い                         | The Bantam of the Elementary School Light Opera | 11月26日       | 6月4日         |
| 14 (13)                     | ハムスターと少年                     | Hamnesia                                        | 2023年 2月4日  | 6月11日        |
| 14 (13)                     | ロマンシング・スコーン               | Romancing the Scone                             | 2023年 2月4日  | 6月11日        |
| 15 (14)                     | 誰が為にベルはあおる                 | For Whom the Belle Trolls                       | 2月8日         | 6月25日        |
| 15 (14)                     | 乗っ取られた映画館                   | An Arthouse Divided                             | 2月8日         | 6月25日        |
| 16 (15)                     | リティゲーターVSルチャドール!        | The Litigator vs. The Luchador                  | 2月18日        | 7月1日         |
| 16 (15)                     | ストロベリー・フェスト・フォーエバー | Strawberry Fest Forever                         | 2月18日        | 7月1日         |
| 17 (16)                     | 不可能ボトル                         | The Bottle Episode                              | 2月25日        | 9月18日        |
| 17 (16)                     | マイクロマネージャー                 | Micromanager                                    | 2月25日        | 9月18日        |
| 18                          | 人生はすっぱい!                      | When Life Gives You Lemons                      | 3月4日         | 9月18日        |
| 18                          | ポジティブとは前向き                 | Self-HEELP!                                     | 3月4日         | 9月18日        |
| 19                          | 見えなくなった友達                   | My Invisible Friend                             | 3月11日        | 9月18日        |
| 19                          | ベビーシッターの正体                 | The Bitter Sitter                               | 3月11日        | 9月18日        |
| 20                          | スーパーパワーと責任                 | Let's Sea What You've Got                       | 6月24日        | 9月18日        |
| 20                          | チュロのお出かけ                     | Churro's Day Out                                | 6月24日        | 9月18日        |
| 21                          | 超高速デリバリー                     | Crimson Haste Makes Waste                       | 7月1日         | 11月18日       |
| 21                          | ブレイク・スタッフ・クラブ           | The Break-Stuff Club                            | 7月1日         | 11月18日       |
| 22                          | やっぱり私はリポーター!              | Over The Hill                                   | 7月8日         | 11月18日       |
| 22                          | アイスクイーン来たる                 | The Ice Queen Cometh                            | 7月8日         | 11月18日       |
| 23                          | ラ・ソンブレローナ                   | La Sombrerona                                   | 7月15日        | 2024年 2月12日 |
| 23                          | ノードルの家にご招待                 | Two Girls, A Guy, and The Council Of Düm        | 7月15日        | 2024年 2月12日 |
| 24                          | ナノボットの暴走!                    | Nano a Nano                                     | 10月14日       | 2024年 2月12日 |
| 24                          | メデューササウルス博士の不思議な過去 | The Ultimate History of Dr. MedusaSaurus        | 10月14日       | 2024年 2月12日 |
| 25                          | ねんざ中の幸い                       | No Sprain, No Gain                              | 10月21日       | 2024年 2月12日 |
| 25                          | お父さんを探して                     | Finding Professor Ex                            | 10月21日       | 2024年 2月12日 |
| 26                          | バイユー・バーブ                     | Bayou Barb                                      | 10月28日       | 2024年 2月12日 |
| 26                          | 枕大戦争                             | The Great Pillow War                            | 10月28日       | 2024年 2月12日 |
| 27                          | シー!お静かに                        | Shush Hour                                      | 11月4日        | 3月23日        |
| 27                          | ジャグリン・ジャック                 | I Was a Teenage Mad Scientist                   | 11月4日        | 3月23日        |
| 28                          | ルールと共にあらんことを             | Too Many Crooks                                 | 11月11日       | 3月23日        |
| 28                          | フレッドに清き一票を                 | President Fred                                  | 11月11日       | 3月23日        |
| 29                          | 先読み大作戦                         | Flake It Till You Make It                       | 12月2日        | 5月19日        |
| 29                          | ゲームチェンジャー                   | Game Changer                                    | 12月2日        | 5月19日        |
| 30                          | ビックリマークの逆襲                 | Exclamation Strikes Back                        | 12月9日        | 5月19日        |

### シーズン2（2024年 - 2025年）
| エピソード№ （日本放送版№） | サブタイトル                  | 原題                                     | 放送日         | 放送日          |
| --------------------------- | ----------------------------- | ---------------------------------------- | -------------- | --------------- |
| 31                          | 心配しないで                  | Hakuna Ma Kevin                          | 2024年 9月14日 | 2024年 10月14日 |
| 31                          | ママはテレノベラ女優          | The Great American Telenovela            | 2024年 9月14日 | 2024年 10月14日 |
| 32                          | ヒーロー基地を作ろう!         | Lair Necessities                         | 2024年 9月14日 | 2024年 10月14日 |
| 32                          | トボローとトレーニング        | Tobor or Not Tobor                       | 2024年 9月14日 | 2024年 10月14日 |
| 33                          | 良い人になりたい!             | Evil Upheaval                            | 9月18日        | 11月18日        |
| 33                          | 交通指導員バトル!             | Ay, Ay, A.I.                             | 9月18日        | 11月18日        |
| 34                          | ストレスを吹っ飛ばせ!         | Stress Brawl                             | 9月18日        | 11月19日        |
| 34                          | アイ ラブ ルチ                | I Love Luchie                            | 9月18日        | 11月19日        |
| 35                          | 宇宙からの敵                  | The More The Meteor                      | 9月18日        | 11月20日        |
| 35                          | 潜入刑事ハムスター            | My Hammie Vice                           | 9月18日        | 11月20日        |
| 36                          | フレッドたちの決闘            | Last Fred Standing                       | 9月18日        | 11月21日        |
| 36                          | 骨とう品の呪い                | From Dust Till Dawn                      | 9月18日        | 11月21日        |
| 37                          | クールな女子になりたい!       | I Think Therefore I Slam                 | 9月18日        | 2025年 3月26日  |
| 37                          | イタズラはもう結構            | Thanks, But No Pranks                    | 9月18日        | 2025年 3月26日  |
| 38                          | ハムスターたちの沈黙          | The Silence of the Tchotchkes            | 9月18日        | 4月2日          |
| 38                          | ゆずれない車がある            | A Car is Born                            | 9月18日        | 4月2日          |
| 39                          | 雨の日の出来事                | Who's in Charge?                         | 10月12日       | 4月11日         |
| 39                          | フィストフットのお出ましだ    | Fools of Engagement                      | 10月12日       | 4月11日         |
| 40                          | スーパーケビン                | The New Adventures of Super Kevin        | 10月12日       | 4月18日         |
| 41                          | スーパーガイを捜せ！          | The Search for Super Guy                 | 10月19日       | 4月25日         |
| 41                          | ロックなロレインおばさん      | Lorraine, Rattle, and Roll               | 10月19日       | 4月25日         |
| 42                          | ダルズヴィル行き最終列車      | Last Train to Dullsville                 | 2025年 1月12日 | 5月2日          |
| 42                          | フレッド政権                  | Fred of State                            | 2025年 1月12日 | 5月2日          |
| 43                          | ハムスター・エクスマキナ      | Hamster Ex Machina                       | 1月19日        | 5月23日         |
| 43                          | 気まずく暮らしましたとさ      | Awkwardly Ever After                     | 1月19日        | 5月23日         |
| 44                          |                               | Paging Doctor Potatini                   | 1月26日        | 未定            |
| 44                          | Snazzy Pantzz                 |                                          | 1月26日        | 未定            |
| 45                          |                               | Gentlemen Prefer Fronds                  | 2月2日         | 未定            |
| 45                          | Sock It To Me, Bailey!        |                                          | 2月2日         | 未定            |
| 46                          |                               | No Powers Day                            | 3月16日        | 未定            |
| 46                          | Everybody Loves Main Computer |                                          | 3月16日        | 未定            |
| 47                          |                               | Gretel Keeps It Reel                     | 3月23日        | 未定            |
| 47                          | Squeaky Friday                |                                          | 3月23日        | 未定            |
| 48                          |                               | Gran Slam                                | 3月30日        | 未定            |
| 48                          | The Art of Deception          |                                          | 3月30日        | 未定            |
| 49                          |                               | Miss Direct                              | 4月6日         | 未定            |
| 49                          | Trading Faces                 |                                          | 4月6日         | 未定            |
| 50                          |                               | Who's Afraid of Mordros the Annihilator? | 4月13日        | 未定            |

## 挿入歌
音楽配信サービスでは一部の曲の英語版が配信されている。
| #       | エピソードタイトル                   | 挿入歌タイトル                         | 歌唱                   | アルバム配信 |
| ------- | ------------------------------------ | -------------------------------------- | ---------------------- | ------------ |
| 1       | ヒーローコンビの誕生                 | Overload the Grid                      | ケビン、ダックボーイズ | 英語版       |
| 2       | トラブルのレシピ                     | Ropa Vieja                             | ケビン、グレーテル     | なし         |
| 2       | 算数(さんすう)パンチ                 | Race Against Time                      |                        | なし         |
| 3       | きょうだいはライバル?!               | How Much Can You Lift?                 | ケビン                 | なし         |
| 3       | グレーテルの胸騒ぎ                   | Fighting Facial Hair                   |                        | なし         |
| 4       | チアチア・バンバン                   | We Take What We Want                   |                        | なし         |
| 4       | チアチア・バンバン                   | Yuko Cheerleading Warrior Attack Seven |                        | なし         |
| 4       | チアチア・バンバン                   | Don't Steal From The Banks             | フレッド               | なし         |
| 4       | ラ・セボリャのバラッド               | La Cebolla                             |                        | 英語版       |
| 5       | ヒヒーン、馬人間あらわる!            | Neighslayer Rap Battle                 |                        | なし         |
| 6       | スクール・ナイト・フィーバー         | Dance Battle                           |                        | 英語版       |
| 6       | パパはスーパーヒーロー               | Gonna Clean Up The Beach               |                        | なし         |
| 7       | お利口さんの真逆                     | I Want Your Attention                  | グレーテル             | なし         |
| 7       | ベイリーの誕生日パーティー           | My Best Friend Bailey's Birthday       | グレーテル             | 英語版       |
| 8 (９)  | 退屈な一日                           | Get Ready for a Rumble                 |                        | 英語版       |
| 8 (９)  | カワイイと野獣                       | Too Cute to Clobber                    | グレーテル             | なし         |
| 10 (９) | UFOパニック                          | Tiny White Tux                         |                        | 英語版       |
| 10 (９) | UFOパニック                          | Only Child                             |                        | なし         |
| 10 (９) | UFOパニック                          | Leave It At That                       |                        | なし         |
| 10 (９) | UFOパニック                          | The Power to Annoy                     | グレーテル             | なし         |
| 11 (10) | 外出禁止になっちゃった!              | I Got Beef                             |                        | 英語版       |
| 11 (10) | 独りぼっちの転校生                   | Third Wheel                            | グレーテル             | なし         |
| 12 (11) | 金曜の夜の戦い                       | Just Another Friday Night              |                        | 英語版       |
| 12 (11) | イヤーワーム                         | It's a Big Big World                   |                        | なし         |
| 13 (12) | マンモスに対処せよ!                  | At the Science Fair                    |                        | なし         |
| 14 (13) | ハムスターと少年                     | A Hamster and His Boy                  |                        | なし         |
| 15 (14) | 誰が為にベルはあおる                 | Tearing You Down                       | ベル                   | なし         |
| 15 (14) | 乗っ取られた映画館                   | How You Feel About Me                  | ケビン                 | 英語版       |
| 16 (15) | ストロベリー・フェスト・フォーエバー | Strawberry Festival                    |                        | 英語版       |
| 16 (15) | ストロベリー・フェスト・フォーエバー | Also He's A Genie                      |                        | なし         |

## ショートシリーズ

### チビ・ショートストーリー（原題：Chibi Tiny Tales）(2022–)
通算話数第1話から第3話は、日本ではチビバース ストーリー内で放送されている。
| 通算話数 | サブタイトル             | 原題                    | 公開日        |
| -------- | ------------------------ | ----------------------- | ------------- |
| 1        | アイスクリームのためなら | "Ice Cream Rewind"      | 2022年9月24日 |
| 2        | 博物館でのたたかい       | "Museum Mayhem"         | 2022年10月1日 |
| 3        | ジェットコースター・ラブ | "Rollercoaster Romance" | 2022年10月8日 |
| 4        |                          | "Laundry Day"           | 2023年3月18日 |

## 特別放送概要
ディズニー・チャンネル内での特別編成では、新エピソードや特別エピソードが放送されている。
新作パワー！ダブルヒーロー大作戦（2023年3月21日）
第1話「ヒーローコンビの誕生／オーキーはみんなの木」と第2話「トラブルのレシピ／算数パンチ」の先行放送が行われた。
新作パニック！ダブルヒーロー大作戦（2023年5月20日）
第9話から第12話の計4話が日本初放送として放映された。
ハムスターとグレーテルとダレだ？新作コラボ大作戦（2023年7月1日）
第16話「リティゲーターVS ルチャドール／ストロベリー・フェスト・フォーエバー」が日本初放送として放映された。
ハムスターとグレーテル 新作ビックリ大放送（2023年9月18日）
第17話から第20話の計4話が日本初放送として放映される。

## ネット配信
アメリカ合衆国のDisney+で配信され、日本では2024年8月21日から配信されている。

## 関連商品

### 音楽
- Hamster & Gretel (Original Soundtrack)（英語版）